# Болдвинсвил (Њујорк)
Болдвинсвил (енгл. Baldwinsville) град је у америчкој савезној држави Њујорк.

## Демографија
По попису из 2010. године број становника је 7.378, што је 325 (4,6%) становника више него 2000. године.
| Група             | 2000.         | 2010.         |
| Белци             | 6.795 (96,3%) | 6.993 (94,8%) |
| Афроамериканци    | 53 (0,8%)     | 66 (0,9%)     |
| Азијати           | 47 (0,7%)     | 70 (0,9%)     |
| Хиспаноамериканци | 56 (0,8%)     | 130 (1,8%)    |
| Укупно            | 7.053         | 7.378         |